# Simangumban Jae
Simangumban Jae is een bestuurslaag in het regentschap Tapanuli Utara van de provincie Noord-Sumatra, Indonesië. Simangumban Jae telt 2181 inwoners (volkstelling 2010).